# Carignan (Kanada)
Carignan – miasto w Kanadzie, w prowincji Quebec.